# Тефэн
Тефэ́н (кит. упр. 铁锋, пиньинь Tiěfēng) — район городского подчинения городского округа Цицикар провинции Хэйлунцзян (КНР).

## История
Когда в 1936 году Цицикар получил статус города, он был разделён на 11 районов. В мае 1946 года старые 11 районов были сведены в 6, а в 1954 году из шести районов сделали четыре. Одним из этих четырёх районов стал район Тедун (铁东区, «к востоку от железной дороги»). В декабре 1958 года началось «движение за обобществление», районы были ликвидированы, а вместо них было создано 10 «народных коммун». В августе 1961 года из коммун опять были созданы районы, за счёт объединения коммун Тефэн, Хочэтоу и Хэпин на месте прежнего Тедуна был образован район Тефэн.

## Административное деление
Район Тефэн делится на 7 уличных комитетов (в городе Цицикар) и 1 волость.
| № | Название    | Название (кит.)  | Статус          | Население чел. (2010) | На карте                         |
| - | ----------- | ---------------- | --------------- | --------------------- | -------------------------------- |
| 1 | Лунхуа      | 龙华街道办事处   | уличный комитет | 59414                 | 47°20′57″ с. ш. 123°57′20″ в. д. |
| 2 | Чжаньцянь   | 站前街道办事处   | уличный комитет | 49672                 | 47°20′57″ с. ш. 123°57′20″ в. д. |
| 3 | Тундун      | 通东街道办事处   | уличный комитет | 47911                 | 47°20′57″ с. ш. 123°57′20″ в. д. |
| 4 | Гуанжун     | 光荣街道办事处   | уличный комитет | 44305                 | 47°20′57″ с. ш. 123°57′20″ в. д. |
| 5 | Бэйцзюйчжай | 北局宅街道办事处 | уличный комитет | 35094                 | 47°20′57″ с. ш. 123°57′20″ в. д. |
| 6 | Наньпу      | 南浦街道办事处   | уличный комитет | 32306                 | 47°20′57″ с. ш. 123°57′20″ в. д. |
| 7 | Дунху       | 东湖街道办事处   | уличный комитет | 28920                 | 47°20′57″ с. ш. 123°57′20″ в. д. |
| 8 | Чжалун      | 扎龙乡           | волость         | 26270                 | 47°12′51″ с. ш. 124°11′57″ в. д. |

## Соседние административные единицы
Район Тефэн на западе граничит с районом Лунша, на северо-западе — с районом Цзяньхуа, на севере — с уездом Фуюй, на юго-западе — с районом Анъанси, на востоке — с городским округом Дацин.